# Émile Zola

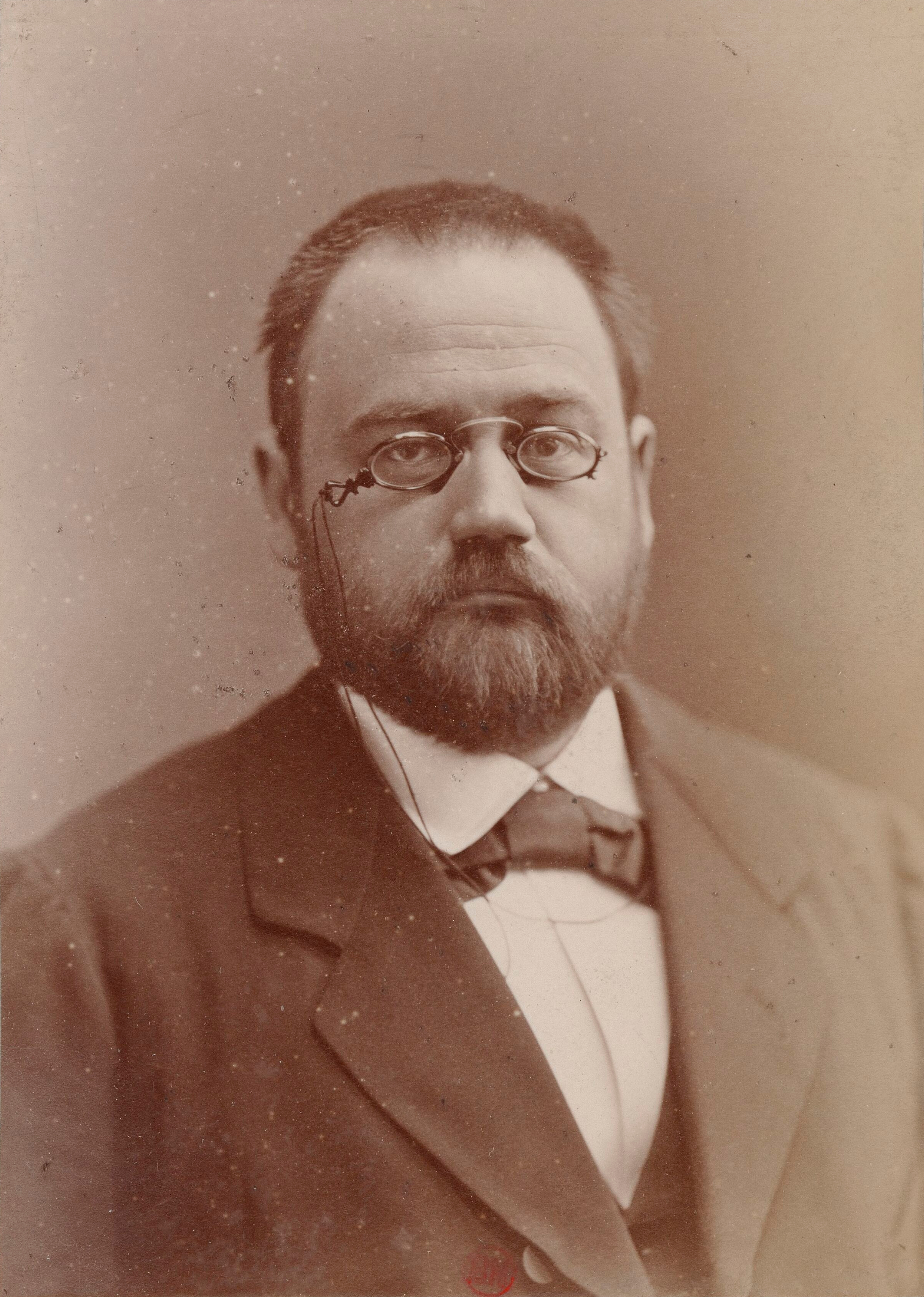
Émile Zola, fotograferad av Félix Nadar.

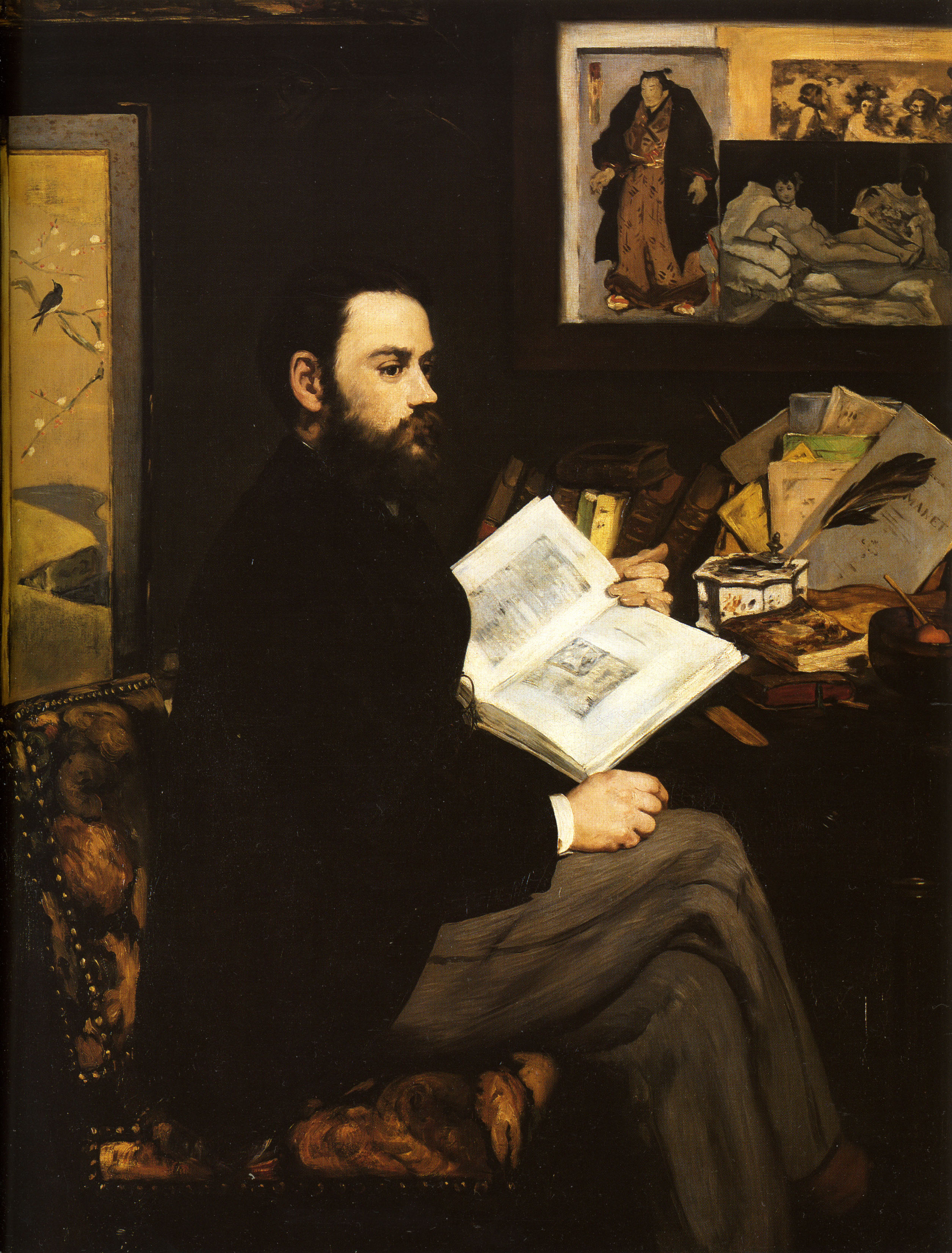
Porträtt av Edouard Manet (1868).

Émile Édouard Charles Antoine Zola, född 2 april 1840 i Paris, död 29 september 1902 i Paris, var en fransk författare och dramatiker. Han är bland annat känd för att ha bidragit, med romaner och andra verk, till den litterära strömningen naturalismen.

## Biografi
Zola började sin skolgång i Aix-en-Provence, där hans fader, ingenjör Francois Zola, en italienare, var bosatt. Fadern dog 1847. Modern, som var fransyska, flyttade med sin son till Paris, där han 1858 inträdde i Lycée Saint-Louis. Han tänkte bli advokat, men föll igenom i examen 1859, nödgades söka sitt uppehälle som kontorist men lämnade platsen efter två månader. Han levde i mars 1860 till februari 1862 ett bohemliv tills han fick plats i Hachette & Co:s förlagsbokhandel. Sedan några år hade han skrivit verser som var mer som efterklanger (Musset m.fl.) och inte fann förläggare. År 1864 kröntes likväl några dikter av L’Académie des Jeux floraux i Toulouse och samma år utkom hans förstlingsarbete, novellsamlingen ”Contes à Ninon” (ny uppl. 2017, ”Hon som älskar mig”, 1919), naiva små berättelser, satiriska sagor, fantasier, fullkomligt artskilda från hans senare arbeten. Han skrev därpå tidningsartiklar, särskilt kritik över konst och litteratur i Le Figaro och L’Événement, vilka uppmärksammades av fackfolket och där berömmet till Manet, den ännu oförstådde målaren, och de realistiska tendenserna retade; de samlades i ”Mes haines, causeries littéraires et artistiques” (1866), där den även särskilt utgivna ”Mon solon” ingick.

### Zolas tidiga författarskap och släktsagan om Rougon-Macquarts
Zolas första roman var ”La confession de Claude” (1865); 1866 trycktes som följetong ”Le vœu d’une morte”; två pjäser, ”La laide” och ”La Madeleine”, blev inte uppförda. En Marseilletidning publicerade 1867 ”Les mystères de Marseille”, tidskriften L’artiste samma år Thérèse Raquin (sv. övers. 1884; senast 1912; bearb. till pjäs, uppf. 1873; gavs 1890 och 1894 i Stockholm), och 1868 utkom ”Madeleine Férat”, en omarbetning till roman av ”La Madeleine”. Ingen av dessa slog igenom hos publiken, och Zolas ställning förblev ekonomiskt synnerligen vansklig ännu under åren 1869–1871, delvis på grund av fransk-tyska kriget; journalistik av olika slag måste åtskillig tid framåt hjälpa honom igenom svårigheterna. Med seg uthållighet och envis förtröstan fortsatte Zola emellertid sitt författarskap. År 1869 lyckades han skriva kontrakt med en förläggare om utgivning av en serie romaner som skulle behandla en familjs historia (den Rougon-Macquartska släkten), i vilken man velat se den första grodden till en tidigt planlagd poetisk trilogi, ”Genèse”, och som naturligtvis inte tillkommit utan inflytande från Balzacs ”Comédie humaine” och likartade verk; till Edmond de Goncourt yttrade han att efter allt detaljarbete inom litteraturen måste de yngre försöka skapa verk av en större skala. Den första romanen, ”La fortune des Rougons” (påbörjad 1868; följetong i ”Le siècle” 1870–1871, i bokform 1871; ”Uppkomlingarne”, 1883; ”Rougonernas uppkomst”, 1911), är inledningen till den stora cykel som fick samlingstiteln ”Histoire naturelle et sociale d’une famille sous le second empire” och som skulle ge en typisk bild av en släkt under epoken 1852–1871. De i ”La fortune des Rougons” skildrade personerna och händelserna, som förläggs till en stad i Provence med det diktade namnet Plassans (i verkligheten Aix), är släktens stammoder med sina män och barn samt de tilldragelser vid tiden för Napoleon III:s statskupp, varigenom en Rougon lyckas komma sig upp till makt. Den följdes av ”La curée” (1872; ”Brottslig kärlek”, 1884, senare ”Rovet”), ”Le ventre de Paris” (1873; ”Vackra Lisa”, 1884; ”Hallarna”, 1910), ”La conquête de Plassans” (1874; ”Eröfringen af Plassans”, 1900), ”La faute d’Abbé Mouret” (1875; ”Abbé Mourets felsteg”, 1902, 1911), ”Son Excellence Eugène Rougon” (1876; ”Hans Excellens”, 1901, 1911), ”L’assommoir” (1877; ”Fällan”, 1879, senare ”Krogen”), ”Une page d’amour” (1878; ”Ett blad ur kärlekens bok”, 1879), ”Nana” (1880; sv. övers. 1880; ”Kurtisanen”, 1907; senast 1919 (”Nana”), ”Pot-Bouille” (1882; ”Bättre slödder”), ”Au bonheur des dames” (1883; ”Damernas paradis”), ”La joie de vivre” (1884; ”Lifvets glädje”), ”Germinal” (1885; ”Vårbrodd”, 1885, ”Den stora strejken”, 1913, senare ”Dagbräckning”, ”Den stora gruvstrejken”), ”L’œuvre” (1886; ”Konstnärsliv, 1886), ”La terre” (1887; ”Jorden”, 1918), ”Le rêve” (1888; ”Drömmen”, 1902), ”La bête humaine” (1890; ”Människans lägre jag”, 1917, senare ”Dödssynder”, ”Människodjuret”), ”L’argent” (1891; ”Penningen”, 1891, ”Pengar” 1910, 1920), ”La débâcle” (1892;”I grus och spillror”, 1892, 4:e uppl. 1908, även ”På lif och död”) och ”Le docteur Pascal” (1893; ”Doktor Pascal”, 1893), med vilken cykeln avslutades.
Stor betydelse för hans doktriner hade även Hippolyte Taines litterära teorier; när denne rosade Honoré de Balzac för att jämte William Shakespeare och Louis de Rouvroy, hertig av Saint-Simon, ha frambragt det största antalet ”dokument om människans natur”, skapade Zola härav uttrycket ”documents humaines” och uttalade att det var författarens uppgift att lämna sådana, fotade på insamling av material ur verkligheten sammanställda så att de belyser någon väsentlig sida av tillvaron eller någon betydelsefull idé. Zolas formel löd: ”Ett konstverk är ett hörn av skapelsen, sett genom ett temperament.”
Som anfäder för denna naturalism räknade han Denis Diderot, Stendhal, Honoré de Balzac och Gustave Flaubert. Av samtidas arbeten framhöll han särskilt bröderna Goncourts ”Germinie Lacerteux” (1865). 
Zolas arbeten framträdde alltså med vetenskapliga anspråk. ”Den experimentella romanen” var för honom likställd med exempelvis fysiologens eller kemistens på långvariga, tålmodiga och systematiska experiment stödda eller bevisade uppfattningar och teorier. De ytligt och fantastiskt tillägnade vetenskapliga arbetena lade Zola till grund för skildringen av ”la vie passionnelle et intellectuelle de l’homme” på så sätt att han på sina diktade figurer tillämpade ”den fysiologiska metoden”, med vilken han trodde sig kunna lösa alla psykologiska gåtor. Men då han gick den motsatta vägen mot vetenskapen, som han missförstod, åstadkom han i stället en konstruktion, lika orealistisk som någonsin romantikernas; den släkt han diktade och de olika medlemmarnas öden är visserligen inlagda i verklighetsomgivningar, men naturligtvis likafullt fantasiskapelser av hans hjärna och har inte kunnat undersökas som fysiologernas studieobjekt, vartill kommer att Zola begick felet att tro att intellekt och själsliv utan vidare skulle kunna bestämmas på grundval av Lucas fysiologiska hypoteser. 
Med en outtröttlig och samvetsgrann ihärdighet studerade Zola de olika ”miljöer” i vilka han insatte sina figurer, för ”L’assommoir” arbetarnas liv, för ”Au bonheur des dames” de stora varuhusen, för ”La ventre de Paris” hallarna, för ”La terre” och ”Germinal” böndernas och gruvarbetarnas liv. Där han själv inte kunde iaktta det objekt han ville skildra (exempelvis Napoleon III:s hov, inbördesstriderna i december 1851), måste han nöja sig med skriftliga källor, berättelser och dylikt, varför han i själva verket i exempelvis ”La débâcle” lämnade en historisk roman av samma art som han i sina programskrifter hade utdömt (hans arbetsmetod är tidigt skildrad i H. Massis ”Comment E.Z. composait ses romans”, 1906). Zolas avsikt hade varit dels att ådagalägga ärftlighetens lagar, dels att i samband därmed visa Andra kejsardömets fördärvlighet, dess korruption, dess ohederlighet och fullkomliga brist på idealitet, de maktlystnas och härskandes brutala själviskhet, det arbetande folkets massa i bedrövliga levnadsvillkor. 
Beskrivningar tar en oerhörd plats i Zolas böcker, det insamlade notismaterialet är nyttjat intill minsta enskildhet och i de stora romanerna låter Zola detta oerhörda stoff bära kolossala romantiska konstruktioner. Ty i trots av sina egna doktriner och vetenskapliga önskemål ägde Zola alltför mycket av romantiken i arv för att inte åt den verklighet han skildrade ge symbolisk betydelse, och hans temperament omformade iakttagelserna till gigantiska visioner. Hans obändiga inbillning förstorar och förenklar de brokiga kollektiva anhopningarna av föremål, scener och varelser till allegorier; han påminner om Victor Hugo i sitt sätt att ge en karaktär av personligt liv åt ting och organismer. Lidelsefull i tro på och kärlek till livet, med en strålande, osviklig optimism, målade han likväl mest dystra tavlor, beskrev i sitt stora levnadsverk alldeles övervägande det skadliga, det dåliga, det fördärvande. 
Hans ställning till publiken var länge ytterst osäker och kritiken alltid delad i häftiga angripare och ivriga beundrare; efter ”La terre” publicerade fem yngre författare ett manifest mot honom. Vissa av hans verk, bland dem ett par av de hänsynslösaste, vann emellertid en oerhörd spridning, och som naturalismens mest karakteristiske representant vann han ett världsrykte och ett allmänt inflytande som var epokgörande inom ett flertal europeiska litteraturer alltifrån 1880-talets början.
Vad Zola skrev efter att ha avslutat sin stora cykel fick aldrig samma betydelse och når endast delvis samma verkan. Närmast följde en trilogi, ”Lourdes” (1894; sv. övers. 1894), ”Rome” (1896; sv. övers. 1896) och ”Paris” (1898; sv. övers. 1898), där han i tre städers olika miljöer skildrar det katolska prästdömet. I den sista delen förnimms även tecknen till en ungdomlig, nyvaknande entusiasm för och tro på en lyckliggörande social omdaning av samhället.

### Dreyfusaffären och de sista årens författarskap

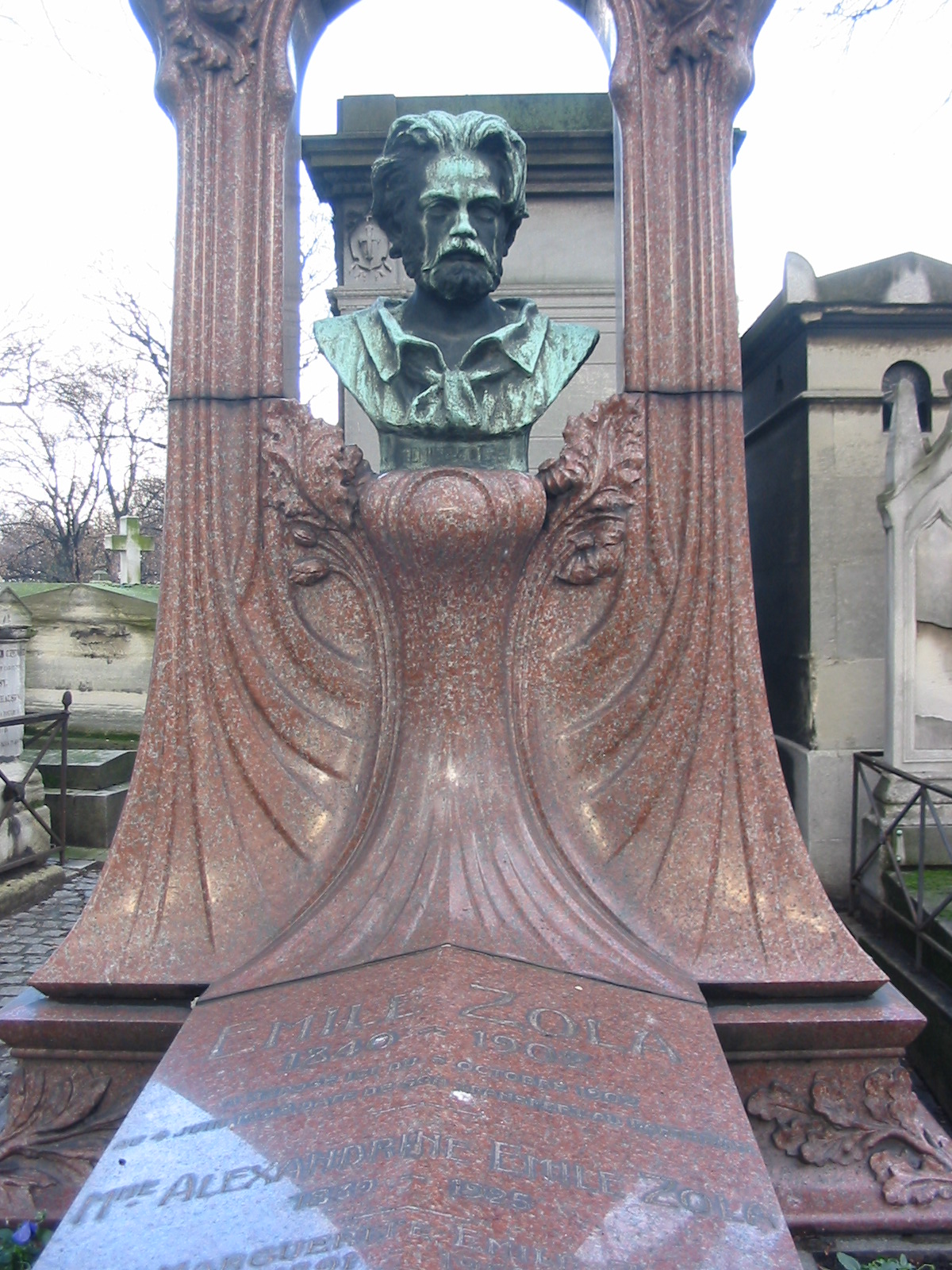
Zolas gravsten på Montmartrekyrkogården. Hans kvarlevor finns nu i Panthéon.

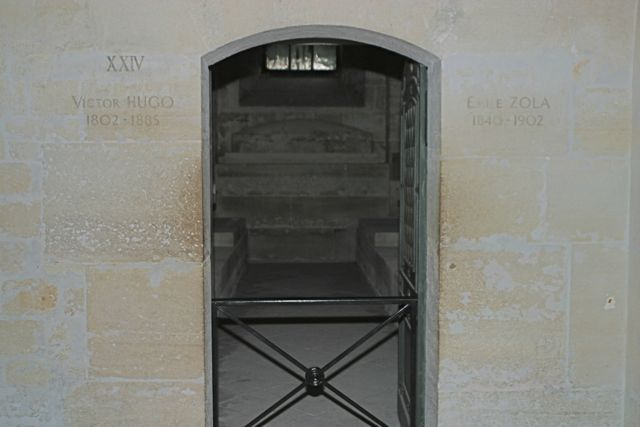
Victor Hugos och Émile Zolas gravkammare.

Sin litterära verksamhet, dittills lika trägen som oavbruten, lämnade Zola emellertid 1898 att lidelsefullt och hårdnackat ta del i den ursinniga strid, som pågick i Frankrike om Alfred Dreyfus skuld eller oskuld (se Dreyfusaffären). Genom sitt offentliga brev till republikens president (vanligen kallat J'accuse; "Jag anklagar!", 4 uppl. 1898), som offentliggjordes i tidningen L'Aurore 13 januari, ställde han sig på Dreyfusardernas sida och anklagade officerare och myndigheter för olagligheter. Ställd inför domstol för smädelse, dömdes Zola 27 februari till ett års fängelse och 3000 francs böter samt ströks ur hederslegionen. Hans ingripande ådrog honom fruktansvärda förolämpningar och mycket stora förluster; i Frankrike var han under lång tid bojkottad som författare. Han flydde till England, där han stannade mer än ett år. Där fullbordade han den första av de fyra romaner, Les quatre évangiles, som tillsammans skulle bilda ett slags testamente, ett slags avslutning av hans litterära verksamhet: Fécondité (1899; "Fruktsamhet", 1899), vilken följdes av Travail (1901; "Arbete", 1901) och Vérité (1903; "Sanning", 1903). Den fjärde skulle ha hetat Justice (Rättvisa), men Zola hann före sin plötsliga död endast börja förarbetena till den. Dessa arbeten är sociala förkunnelser, socialistiska utopier, burna av en varm och innerlig människokärlek, en utomordentlig framtidstro och en strålande idealitet, men de är ålderdomsverk, av tröttande bredd och enformig retorik. Vid hans bortgång förnyades de våldsamma angreppen av antidreyfusarderna. Han begravdes på Montmartrekyrkogården men blev 1908 överförd till Panthéon under utomordentligt deltagande och med stora offentliga och allmänna hedersbetygelser.
Émile Zola var nominerad till det första Nobelpriset i litteratur 1901 och stod som första namn på Svenska Akademiens nobelkommittés lista över de föreslagna kandidaterna.
Verk av honom brändes under bokbålen runt om i Nazityskland 1933.

## Utmärkelser
Nedslagskratern Zola på planeten Merkurius och asteroiden 8096 Emilezola är uppkallade efter honom.